# Świadkowie Jehowy w Gambii
Świadkowie Jehowy w Gambii – społeczność wyznaniowa  w Gambii, należąca do ogólnoświatowej wspólnoty Świadków Jehowy, licząca w 2023 roku 316 głosicieli, należących do 5 zborów. W 2023 roku na dorocznej uroczystości Wieczerzy Pańskiej zgromadziło się 687 osób. Działalność miejscowych głosicieli koordynuje senegalskie Biuro Oddziału. Biuro Krajowe znajduje się w Bandżulu.

## Historia
Pierwszym wyznawcą, który głosił w Gambii w latach 20. XX wieku, był William R. Brown (nazywany często Brown-Biblia). W roku 1949 działalność kontynuowało dwóch przysłanych pionierów. W roku 1959 przybyli tu misjonarze, absolwenci Szkoły Gilead – małżeństwo Akinyemi pochodzące z Nigerii. W roku 1961 i 1962 Sąd Najwyższy orzekł, że działający tutaj zagraniczni pionierzy nie mogą być deportowani. W roku 1962 powstał pierwszy zbór. W 1967 roku władze wydały nakaz, ograniczający do trzech liczbę zagranicznych przedstawicieli, których Świadkowie Jehowy mogli mieć na terenie Gambii. Świadkowie Jehowy korzystali z kongresów w senegalskim Dakarze. W 1975 roku przekroczono liczbę 16 głosicieli. W maju 1976 na zgromadzeniu obwodowym w Bandżulu chrzest przyjęły trzy osoby, w tym dwóch Gambijczyków. W lutym 1978 roku Gambię odwiedził członek Ciała Kierowniczego Świadków Jehowy Carey W. Barber. W specjalnym spotkaniu z okazji tej wizyty wzięło udział 38 osób.
W grudniu 1989 roku zalegalizowano działalność Świadków Jehowy w Gambii. W roku 1998 w kraju działało ponad 100 głosicieli. Rok później założono dwa kolejne zbory. W 2008 roku liczba Świadków Jehowy przekroczyła 200 osób, rok później zanotowano ich 214, a na Wieczerzy Pańskiej zgromadziło się 571 osób. W roku 2011 powstał czwarty zbór w Serrekundzie. W tym mieście zebrania prowadzone są w języku angielskim (trzy zbory), francuskim (jeden zbór) oraz języku twi (grupa). W 2023 roku osiągnięto liczbę 316 głosicieli.